# Poesie (Proust)
Le Poesie di Marcel Proust furono pubblicate nel decimo dei Cahiers Marcel Proust, presso Gallimard nel 1982, introdotte da Claude Francis e Fernande Gontier.

## Storia editoriale
Oltre alle otto poesie contenute in Les Plaisirs et les Jours (1894) e a poche altre sparse su riviste, si tratta di poesie ritrovate negli epistolari o come dediche, in buona parte inedite prima della raccolta francese. Spesso i titoli sono dei curatori. L'impressione critica generale è che Proust non ci tenesse e le scrivesse soprattutto per scherzo o a imitazione dello stile d'altri, facendo inoltre qualche ritratto di pittore e musicista per il quale provava ammirazione. Un gruppo di poesie sono dedicate agli amici Reynaldo Hahn, Daniel Halévy, e in misura minore a Robert de Billy, Madeleine Lemaire, Marie Nordlinger, Louisa de Mornand, Antoine Bibesco, Emmanuel Bibesco, Bertrand de Fénelon, Louis d'Albufera, ai conti Greffuhle, a Jean Cocteau, Armand de Gramont, Paul Morand e due alla fedele cameriera degli ultimi anni, Céleste Albaret. 
La cronologia ricopre gli anni 1888-1922 spaziando dai primi schizzi giovanili all'ultimo anno di vita. Ed è molto probabile che ve ne siano altre, sparse altrove e non ancora ritrovate.
Alla prima versione italiana di Franco Fortini, uscita nel 1983, seguirono diverse polemiche, soprattutto da parte di Alberto Arbasino che mal sopportava la scelta, per una parte della raccolta, di tradurre in prosa. Sono seguite le versioni di Luciana Frezza e Roberto Bertoldo.

## Edizioni italiane
- Poesie, trad. di Franco Fortini, Collana Supercoralli, Torino, Einaudi, 1983, ISBN 88-06-05677-8; Collana Gli struzzi n.345, Einaudi, 1989, ISBN 88-06-11641-X, pp.V-266.
- Poesie, testo a fronte, trad. e cura di Luciana Frezza, Introduzione di Luigi De Nardis, Milano, Feltrinelli, Collana Universale Economica. I Classici, Milano, Feltrinelli, 1993, ISBN 978-88-07-82080-9, pp.141.
- Poesie d'amore, traduzione di e cura di Roberto Bertoldo, Collana Hebenon, Milano-Udine, Mimesis, 2018,  p. 92, ISBN 978-88-5754-666-7.